# Stenträsktjärnen, Ångermanland
Stenträsktjärnen är en sjö i Nordmalings kommun i Ångermanland och ingår i Leduåns huvudavrinningsområde.